# Without Feathers
Without Feathers (em português: Sem penas) é um livro de contos humorísticos escrito por Woody Allen, reconhecido diretor de cinema de origem judaica. O livro passou quatro meses na lista de bestsellers do The New York Times. O livro é uma coleção de histórias curtas e também dispõe de duas peças e um ato, Morte e Deus.

## Significado do título
O título Without Feathers é uma referência ao poema "Esperança é a coisa com penas" de Emily Dickinson, refletindo o sentimento neurótico de Woody Allen, de desesperança. O poema de Dickinson é mencionado em uma das histórias da coleção.

## Capítulos
1. Selections from The Allen Notebooks (Notas seleccionadas na agenda de Allen)
2. Examining Psychic Phenomena (Abordagem de fenómenos psíquicos)
3. A Guide to Some of the Lesser Ballets (Um guia dos ballets menores)
4. The Scrolls (Os pergaminhos)
5. Lovborg's Women Considered (As personagens femininas de Lovborg: um ensaio)
6. The Whore of Mensa (A prostituta de Mensa)[2]
7. The Early Essays (Ensaios de juventude)
8. A Brief Yet Helpful Guide to Civil Disobedience (Um guia breve, mas útil, da desobediência civil)
9. Match Wits With Inspector Ford (Desafios de inteligência com o inspector Ford)
10. The Irish Genius (O génio irlandês)
11. Fabulous Tales and Mythical Beasts (Fábulas fantásticas e animais míticos)
12. But Soft. Real Soft. (A média voz ... mas muito média)
13. If the Impressionists Had Been Dentists (Se os impressionistas tivessem sido dentistas)
14. No Kaddish for Weinstein (Ninguém rezará um kaddish por Weinstein)
15. Fine Times: An Oral Memoir (Tempos felizes: um livro de memórias oral)
16. Slang Origins (As origens do calão)